# حمام حاج مهدی
حمام حاج مهدی مربوط به دوره قاجار است و در نیشابور، خیابان امام، ابتدای کوچه حاج مهدی واقع شده و این اثر در تاریخ ۲۲ مرداد ۱۳۸۴ با شمارهٔ ثبت ۱۳۱۶۲ به‌عنوان یکی از آثار ملی ایران به ثبت رسیده است.